# Alain Guillaume
 (octobre 2023).
La mise en forme du texte ne suit pas les recommandations de Wikipédia : il faut le « wikifier ».
Les points d'amélioration suivants sont les cas les plus fréquents. Le détail des points à revoir est peut-être précisé sur la page de discussion.
- Les titres sont pré-formatés par le logiciel. Ils ne sont ni en capitales, ni en gras.
- Le texte ne doit pas être écrit en capitales (les noms de famille non plus), ni en gras, ni en italique, ni en « petit »…
- Le gras n'est utilisé que pour surligner le titre de l'article dans l'introduction, une seule fois.
- L'italique est rarement utilisé : mots en langue étrangère, titres d'œuvres, noms de bateaux, etc.
- Les citations ne sont pas en italique mais en corps de texte normal. Elles sont entourées par des guillemets français : « et ».
- Les listes à puces sont à éviter, des paragraphes rédigés étant largement préférés. Les tableaux sont à réserver à la présentation de données structurées (résultats, etc.).
- Les appels de note de bas de page (petits chiffres en exposant, introduits par l'outil «  Source ») sont à placer entre la fin de phrase et le point final[comme ça].
- Les liens internes (vers d'autres articles de Wikipédia) sont à choisir avec parcimonie. Créez des liens vers des articles approfondissant le sujet. Les termes génériques sans rapport avec le sujet sont à éviter, ainsi que les répétitions de liens vers un même terme.
- Les liens externes sont à placer uniquement dans une section « Liens externes », à la fin de l'article. Ces liens sont à choisir avec parcimonie suivant les règles définies. Si un lien sert de source à l'article, son insertion dans le texte est à faire par les notes de bas de page.
- La présentation des références doit suivre les conventions bibliographiques. Il est recommandé d'utiliser les modèles {{Ouvrage}}, {{Chapitre}}, {{Article}}, {{Lien web}} et/ou {{Bibliographie}}. Le mode d'édition visuel peut mettre en forme automatiquement les références.
- Insérer une infobox (cadre d'informations à droite) n'est pas obligatoire pour parachever la mise en page.

Pour une aide détaillée, merci de consulter Aide:Wikification.
Si vous pensez que ces points ont été résolus, vous pouvez retirer ce bandeau et améliorer la mise en forme d'un autre article.
Pour les articles homonymes, voir Guillaume.
Alain Guillaume (né le 22 février 1976) est un athlète belge spécialisé dans le lancer du poids. À la date du 21 octobre 2023, il a remporté seize titres nationaux (junior, espoir, sénior, master 40+ et master 45+), dont deux titres en toutes catégories, en 2007 et 2008. Il est affilié à l'Athlétic club Bertrix-Basse-Semois (BBS).

## Biographie
Alain Guillaume, spécialiste du lancer du poids et du disque, est issu d'une famille de sportifs qui pratiquent l'athlétisme depuis les années 1950,.
Il connaît ses premiers succès en 1994, année au cours de laquelle il améliore le record de Belgique junior détenu jusque-là par Wim Blondeel (poids outdoor : 16,83 m). Il poursuit avec deux médailles lors des championnats nationaux outdoor (l'or au poids et l'argent au disque), mais une blessure au scaphoïde l'oblige à s'éloigner des pistes pendant plusieurs années malgré un dernier titre en espoir (1996).
Alain Guillaume fait un retour remarqué à la compétition au milieu des années 2000. À cette époque, il enchaîne 8 podiums successifs lors des championnats nationaux senior indoor et outdoor (poids, de 2005 à 2009) et s'empare du titre indoor en 2007 (poids : 16,98 m) - une performance qu'il confirme dès l'année suivante (16,89 m),.
Entre 2005 et 2022, Alain Guillaume enchaîne 24 titres francophones sénior (poids indoor et outdoor, disque), ce qui en fait l'athlète le plus titré lors d'un championnat toutes catégories organisé par la Ligue belge francophone d'athlétisme (LBFA),,.
Devenu coach, il poursuit sa carrière chez les Masters, où il bat 4 records nationaux au poids (poids indoor),, et remporte 15 titres nationaux (poids indoor et oudoor, disque). Il obtient également plusieurs sélections en équipe nationale.
Alain Guillaume est devenu champion de Belgique du lancer du poids en salle pour la première fois en 2007. En 2008, il prolonge ce titre national. Il est affilié à l'Athlétic Club Bertrix Basse-Semois.

## Palmarès
| Date | Compétition                       | Lieu | Résultat | Épreuve         | Temps   |
| ---- | --------------------------------- | ---- | -------- | --------------- | ------- |
| 2007 | Championnats de Belgique en salle | Gand | 1er      | Lancer du poids | 16,98 m |
| 2008 | Championnats de Belgique en salle | Gand | 1er      | Lancer du poids | 16,89 m |

## Records
| Épreuve          | Épreuve      | Performance | Lieu      | Date            |
| ---------------- | ------------ | ----------- | --------- | --------------- |
| Lancer du poids  | En plein air | 16,87 m     | Bruxelles | 5 août 2007     |
| Lancer du poids  | En salle     | 16,98 m     | Gand      | 18 février 2007 |
| Lancer du disque | En plein air | 45,48 m     | Ninove    | 29 juillet 2006 |

## Palmarès
Lancer du poids
- 1994 : 1er CB junior – 16,46 m
- 1996 : 1er CB espoir  / U23 – 14,17 m
- 2005 : 2e CB TC – 16,07 m
- 2006 : 3e CB indoor TC – 15,61 m
- 2006 : 2e  CB TC – 16,32 m
- 2007 : 1er CB indoor TC – 16,98 m
- 2007 : 3e  CB TC – 16,87 m
- 2008 :1er CB indoor TC  – 16,92 m
- 2008 : 3e  CB TC – 16,34 m
- 2009 : 3e  CB indoor TC – 16,38 m
- 2016 : 1er CB indoor M40+ – 14,92 m
- 2016 : 1er  CB M40+ – 14,94 m
- 2017 : 1er  CB indoor M40+ – 14,80 m
- 2017 : 1er  CB M40+ – 14,46 m
- 2018 : 1er  CB indoor M40+ – 14,36 m
- 2018 : 1er  CB M40+ – 15,09 m
- 2019 : 1er CB indoor M40+ – 14,18 m
- 2019 : 2e CB M40+ – 15,18 m
- 2020 : 2e CB indoor M40+ – 14,42 m
- 2020 : 2e CB M40+ – 14,17 m
- 2021 : 1er  CB M45+ – 13,83 m
- 2022 : 1er  CB indoor M45+ – 14,60 m
- 2022 : 1er  CB M45+ – 14,76 m
- 2022 : 1er  CB indoor M45+ – 13,29 m
- 2022 : 1er  CB M45+ – 14,42 m